# 豊里村 (長野県)
豊里村（とよさとむら）は、長野県小県郡にあった村。現在の上田市芳田・林之郷にあたる。

## 地理
- 河川：神川

## 歴史
- 1889年（明治22年）4月1日 - 町村制の施行により、芳田村・林之郷の区域をもって発足。
- 1956年（昭和31年）9月30日 - 殿城村と合併して豊殿村が発足。同日豊里村廃止。

## 交通

### 道路
現在は旧村域を上信越自動車道が通過するが、当時は未開通。